# Rédange (Frankrijk)
Rédange (Duits: Redingen, Luxemburgs: Réideng) is een gemeente in het Franse departement Moselle (regio Grand Est). Rédange telde op 1 januari 2022 1.004 inwoners.

## Geschiedenis
Tussen 1871 en 1920 was Rédange de meest westelijke gemeente van het Reichsland Elzas-Lotharingen. 
De gemeente maakte deel uit van het kanton Fontoy in arrondissement Thionville-Ouest tot deze op 22 maart 2015 werden opgeheven. De gemeenten van dat kanton werden opgenomen in het kanton Algrange, dat onderdeel werd van het arrondissement Thionville.

## Geografie
De oppervlakte van Rédange bedroeg op 1 januari 2022 5,5 vierkante kilometer; de bevolkingsdichtheid was toen 182,5 inwoners per km².

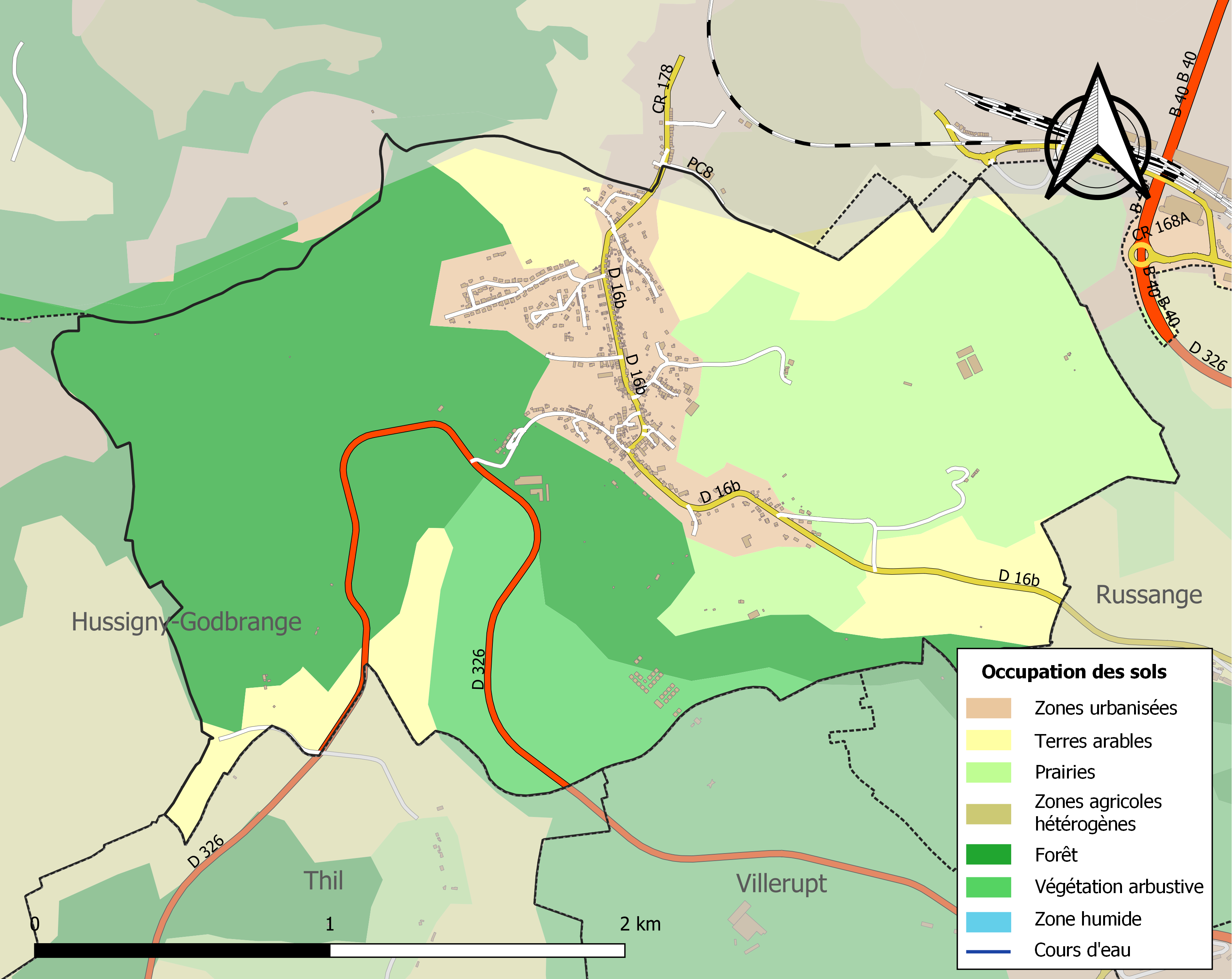
Kaart van de gemeente met de belangrijkste infrastructuur, bodemgebruik en omliggende gemeenten

## Demografie
Onderstaande figuur toont het verloop van het inwonertal (bron: INSEE-tellingen).

## Geboren
- Jos Welter (1924), Luxemburgs keramist